# Bertil Söderberg
Bertil Söderberg, švedski rokometaš, * 10. junij 1947, Göteborg.
Leta 1972 je na poletnih olimpijskih igrah v Münchnu v sestavi švedske rokometne reprezentance osvojil sedmo mesto.